# 埃利科特城
埃利科特城（英語：Ellicott City）是美国马里兰州霍華德縣的縣治。根據2010年人口普查，本城共有人口65,834人。
埃利科特城是美國其中一個最富裕的社區，而其所在的霍華德縣更是美國第三富裕縣。自2005年以來，埃利科特城已被《財經雜誌》和CNNMoney.com列入“美國20個最適合居住的地方”。

## 地理
埃利科特城的座標為39°16′5″N 76°47′56″W / 39.26806°N 76.79889°W（39.26806, 76.79889）。根據2000年人口普查，本城面積為77.9平方英里（201.76平方），其中77.6平方英里（200.98平方）為陸地，0.3平方英里（0.78平方）為水域。

## 知名居民
- 爱德华·斯诺登